# Polyacanthoprocta
Polyacanthoprocta is een geslacht van hooiwagens uit de familie Gonyleptidae.
De wetenschappelijke naam Polyacanthoprocta is voor het eerst geldig gepubliceerd door Mello-Leitão in 1927. 

## Soorten
Polyacanthoprocta is monotypisch en omvat slechts de volgende soort:
- Polyacanthoprocta orina